# Una cura per il freddo
Una cura per il freddo, uscito nel 2010, è il terzo album di Zibba e Almalibre; registrato da Riccardo Marchesi, mixato da Sandro Franchin con il supporto tecnico di Alberto Gaffuri. Masterizzato al Nautilus di Milano da Antonio Baglio.

## Tracce
1. Mahllamore – 4:17
2. Ordine e Gioia – 1:22
3. Una Parola, Illumina – 5:33
4. La Saga di Antonio – 3:57
5. Ammami – 4:06
6. Dauntaun – 7:13
7. Bon Voyage – 3:55
8. Scalinata Donegaro – 3:16
9. L'odore dei Treni – 4:05
10. Soffia Leggero – 6:13
11. Rockenroll – 3:29
12. Tutto è Casa Mia /Soffia Leggero swing reprise – 4:59
13. Una Parte di Te – 3:29
14. Quattro Notti – 3:44
15. Dove Vanno a Riposare le Api – 7:10

## Formazione
- Zibba - voce, chitarra
- Andrea Balestrieri - batteria
- Fabio Biale - violino
- Daniele Franchi - chitarra
- Lucas Bellotti - basso

Hanno partecipato tra gli altri:
- Alberto Ghigliotto - violoncello
- Antonio Righetti - basso
- Bill Abel - chitarra
- Claudio De Angeli - chitarra
- Fabio Rinaudo - cornamusa
- Francesco Forni - chitarra
- Marco Ferrando - pianoforte
- Massimiliano Rolff - contrabbasso
- Massimo Currò - chitarra
- Matteo Giacosa - viola
- Matteo Minchillo - pianoforte
- Michele Balatti - flauto
- Pippo Matino - basso
- Paolo Bonfanti - chitarra
- Stefano Civetta - fisarmonica
- Stefano Riggi - sassofono